# バングレン

バングレン

バングレン（Banglen）は、インドネシアのジャワしょうが「バングレ（Bangle）」（学名: Zingiber purpureum）にのみ含有するフェニルブテノイド2量体（Phenylbutenoid dimers）である。ジャワしょうがのバングレンには、cis型とtrans型が存在する。
| 特性   | 特性       |
| ------ | ---------- |
| 分子式 | C24H28O4   |
| 分子量 | 380.484    |
| 外観   | 白色の粉末 |

## 生理活性
バングレンの最も注目すべき健康機能性は、脳機能改善作用である。バングレンにはニューロンを伸展させる効果があることが、PC12細胞やヒト神経幹細胞を用いたin vitro試験で明らかになっている。また、in vivo試験にてバングレンによる慢性治療が海馬の神経新生を増強することで学習能力・記憶力を改善することが報告されている。

## ヒトでの効果
ヒトにおける試験では、軽度認知障害（mild cognitive impairment ：MCI）の被験者において、認知機能検査法のMoca-Jによって「記憶/遅延再生」や「注意」領域において有意に改善することが報告された。

## 健康用途
バングレンの活用は、医療現場での認知症予防への可能性が示唆されている。20名の認知症リスクの高い患者（平均年齢77歳）に1年間、バングレン高配合のサプリメントを飲用することで認知機能の数値が低下しないことから、認知症予防への有用性が言及された。
また、若年層への活用としてバングレンの効果・効能が注目されている。現代におけるストレスや偏った食事、肥満や睡眠不足による脳機能の低下が懸念されている。バングレンを「神経の栄養」として活用することにより、発達期の若年層の集中力や判断力の育成をサポートすることが期待される。